# Таганрошки залив
Таганрошки залив (рус. Таганро́гский зали́в; укр. Таганрозька затока) плитки је залив у североисточном делу акваторије Азовског мора на истоку Европе. Са просечном дубином од свега 4,9 метара Таганрошки залив се често сматра и проширеним, естуарским ушћем реке Дон која се улива у њега у његовом источном делу. Западна граница залива је линија која повезује Белосарајску и Долгу превлаку, а на тој линији се налазе и бројна ниска пешчана острва. Највећи део заливске акваторије административно припада Руској Федерацији, односно њеној Ростовској области и Краснодарској Покрајини, док мањи део на северозападу припада Доњецкој области Украјине.

## Основне карактеристике
Максимална дужина залива је 140 km, а највећа ширина је на улазу у залив и износи до 31 km. Површина залива је око 5.600 km², просечна дубина 4,9 метара, а запремина око 25 km³. Због мале дубине воде неретко је под ледом у зимском делу године, обично од децембра до марта. Амплитуда плимног таласа је између 50 и 80 cm. Вода у источном делу залива је готово у потпуности десалинизована.
Поред Дона у залив се још уливају и Јеја у Русији и Мијус и Калмијус у Украјини. Најважнија градска насеља на његовим обалама су градови Јејск и Таганрог (оба у Русији) и Мариупољ. Град Ростов на Дону лежи на неких тридесетак километара узводно од ушћа Дона. У јужном делу залива налази се пространи Јејски лиман.